# オーロラ・フライト・サイエンシズ
オーロラ・フライト・サイエンシズ（英語: Aurora Flight Sciences）は、アメリカで、主に特殊用途の無人航空機の設計と製造を専門としているボーイングの航空および航空研究子会社。本社はバージニア州マナッサスのマナサス地域空港。

## 歴史
1989年、同社は、MIT ダイダロスプロジェクトに続くものとして、バージニア州アレクサンドリアに設立された。
1991年、最初の航空機はNASAドライデンで最初に飛行したNASA用に構築されたペルセウスの概念実証（POC）であった。続いて、NASA・ERAST・プログラム用に構築された2つのペルセウスAsと1つのペルセウスBが続き、ツインエンジンのテセウスも製造された。
1995年、オーロラは、グローバルホークチームに加わり、ノースロップ・グラマンとUSAFのためにRQ-4の複合胴体コンポーネントとテールアセンブリの構築を続けている。
2002年に、火星大気の低密度をシミュレートするために、デモ用の航空機が高度100,000フィートから飛行した。オーロラは、火星で航空機を飛ばす方法を研究するいくつかのNASAプログラムに参加している。
2008年、 ボーイング・ソーラーイーグルは、1,000 lb (450 kg)のペイロードを搭載し、成層圏で少なくとも5年間空中に留まることができるUAVを目指した：オーロラは、3台のドローンを別々に離陸し、飛行中に合流して、夜間に効率的なフラットウィングを形成し、Zに折りたたんで、日光の下で最高の太陽エネルギーを収集することを提案した。

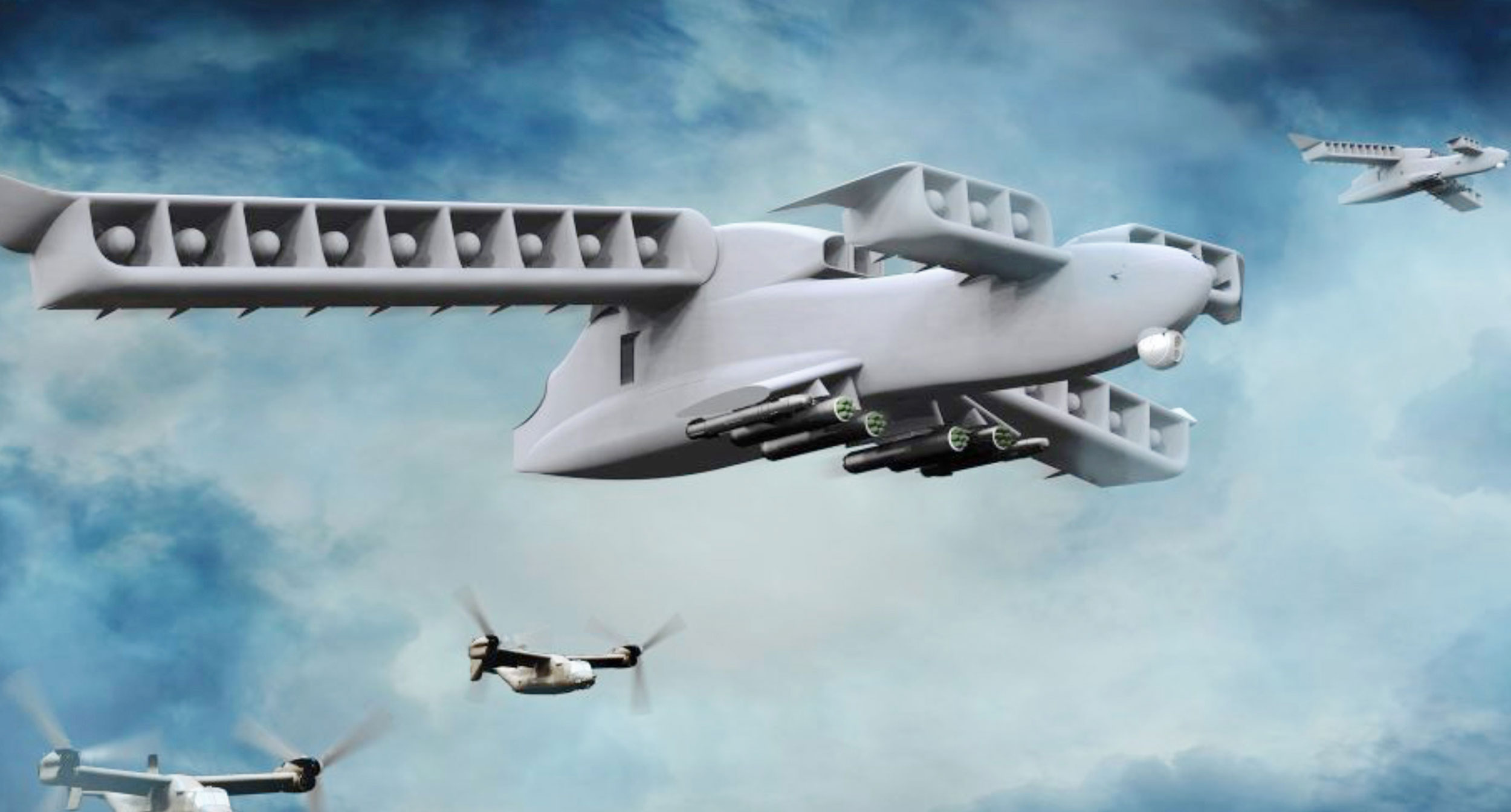
オーロラ ライトニングストライク VTOL X-Plane

2009年、オーロラがオーロラ・ゴールデンアイとして知られる独自の小型垂直離陸UAVのラインを開発した。このファミリーの3番目のバリアントであるゴールデアイ-80は、無人航空機システム国際協会の無人システム北米見本市で最初に飛行した。
2017年10月5日、ボーイングはオーロラ・フライト・サイエンシズを買収すると発表した。
2018年4月、 DARPAがオーロラに政府資金による商用アプリケーションへの移行を許可したため、ティルトウイングのオーロラ XV-24 ライトニングストライクとその分散推進力は、垂直の揚力と巡航のプロトタイプに沿って電気商用エアタクシーに再利用できる。フライトローターとクルーズ固定プロペラは2017年に明らかにされた。オーロラは、2020年までにコマンドセンターで複数のデモンストレーターを計画しており、2023年までにパイロットエアタクシーを計画し、後に規制に応じてオートノミーを確保する。
2019年春、オーロラは太陽電池とバッテリーを搭載した高高度ロングエンデュランスドローン、オデュッセウスを飛行する予定である。

### 施設
オーロラには4つの施設があり、それぞれに独自の焦点がある。本社とエンジニアリングはバージニア州マナッサス。製造センターは1994年にウェストバージニア州フェアモントに開設され、2000年にウェストバージニア州ブリッジポートに移転した。別の製造施設が2005年にミシシッピ州スタークビルに開設された後、2007年に、ミシシッピ州コロンバスの近くのゴールデン・トライアングル地域空港に移転された。2005年に、 マサチューセッツ州ケンブリッジに研究開発センターが開設され、オーロラは現在、マイクロ・エア・ビークルのラインを開発している。

## 航空機生産
- ペルセウス POC
- ペルセウス A
- テセウス
- ペルセウス B
- カイロン
- MarsFlyer [5]
- ゴールデンアイ（英語版） 100
- ゴールデンアイ（英語版） 50 [6]
- ゴールデンアイ（英語版） 80 [7]
- ゴールデンアイ（英語版）[8]
- ケンタウロス・オプションパイロット・航空機（OPA）
- オリオン（英語版）
- サンライトイーグル
- オデュッセウス
- スケートSUAS
- 戦術自律航空ロジスティクスシステム（TALOS）
  - H-6U 無人リトルバード
  - ベル206
  - UH-1H（英語版） UAV

### 提案された航空機
- マサチューセッツ工科大学によるNASA用のオーロラ D8現在開発中。飛行試験は2021[要出典]年までに実施予定[9]。
- オーロラ XV-24 ライトニングストライクは、VTOL X-Planeプログラムの選択された提案であったが、2018年4月にキャンセルされている。

## 他の製品
- ロボット副操縦士[10]